# Арсенат висмута
Арсенат висмута — неорганическое соединение, 
соль висмута и мышьяковой кислоты с формулой BiAsO4,
бесцветные кристаллы,
слабо растворим в воде.

## Получение
- В природе встречается редкий минерал Rooseveltite — BiAsO4 с примесями.

- Обменная реакция:

{\displaystyle {\mathsf {Bi(NO_{3})_{3}+H_{3}AsO_{4}\ {\xrightarrow {}}\ BiAsO_{4}\downarrow +3HNO_{3}}}}

## Физические свойства
Арсенат висмута образует кристаллы двух форм:
- α-BiAsO4, моноклинная сингония, пространственная группа P 21/n, параметры ячейки a = 0,6879 нм, b = 0,7159 нм, c = 0,6732 нм, β = 104,84°, Z = 4.
- β-BiAsO4, тетрагональная сингония, пространственная группа I 41/a, параметры ячейки a = 0,508 нм, c = 1,170 нм, Z = 4.

Слабо растворяется в воде.